# 273P/Pons-Gambart
273P/Pons-Gambart – kometa okresowa należąca do grupy komet typu Halleya, obiekt NEO.

## Odkrycie i nazwa
Kometę tę odkryli Jean-Louis Pons (Florencja, Włochy) i Adolphe Gambart (Marsylia, Francja) 21 czerwca 1827 roku. W nazwie znajdują się nazwiska odkrywców.
Kometa została odnaleziona w listopadzie 2012 roku przez Roba Matsona na zdjęciach wykonanych przez instrument SWAN sondy kosmicznej SOHO. Okazało się wówczas, że poprzednie obliczenia orbity były błędne i był to dopiero pierwszy powrót komety w okolice Słońca od czasu jej odkrycia (wcześniej szacowano, że jej okres orbitalny wynosi około 57,5 roku).

## Orbita komety
Orbita komety 273P/Pons-Gambart ma kształt bardzo wydłużonej elipsy o mimośrodzie 0,975. Jej peryhelium znajduje się w odległości 0,81 j.a., aphelium zaś 64,27 j.a. od Słońca. Jej okres obiegu wokół Słońca wynosi 185,64 roku, nachylenie do ekliptyki to wartość 136,4˚.